# Луї Пастер
Луї́ Пасте́р (фр. Louis Pasteur; 27 грудня 1822, Доль, департамент Жура — 28 вересня 1895, Марн-ла-Кокетт, департамент О-де-Сен) — видатний французький мікробіолог і хімік. Пастер відкрив мікробіологічну суть бродіння і багатьох хвороб людини, став разом з Фердінандом Коном та Робертом Кохом одним з основоположників мікробіології та імунології. Його роботи в галузі вивчення будови кристалів і явища поляризації світла лягли в основу стереохімії. Також Пастер поставив крапку в багатовіковій суперечці про наявність вітальної сили, що призводить до постійної появи живого з неживого, дослідним шляхом довівши неможливість цього. Його ім'я широко відоме в колах фахівців у галузі харчових технологій завдяки створеній ним і названій згодом на його честь технології пастеризації.
Удостоєний безлічі наукових і державних нагород різних країн світу. До дня смерті Луї Пастера приурочений Всесвітній день боротьби проти сказу — пам'ятна дата, що відзначається щорічно.

## Ранні роки життя

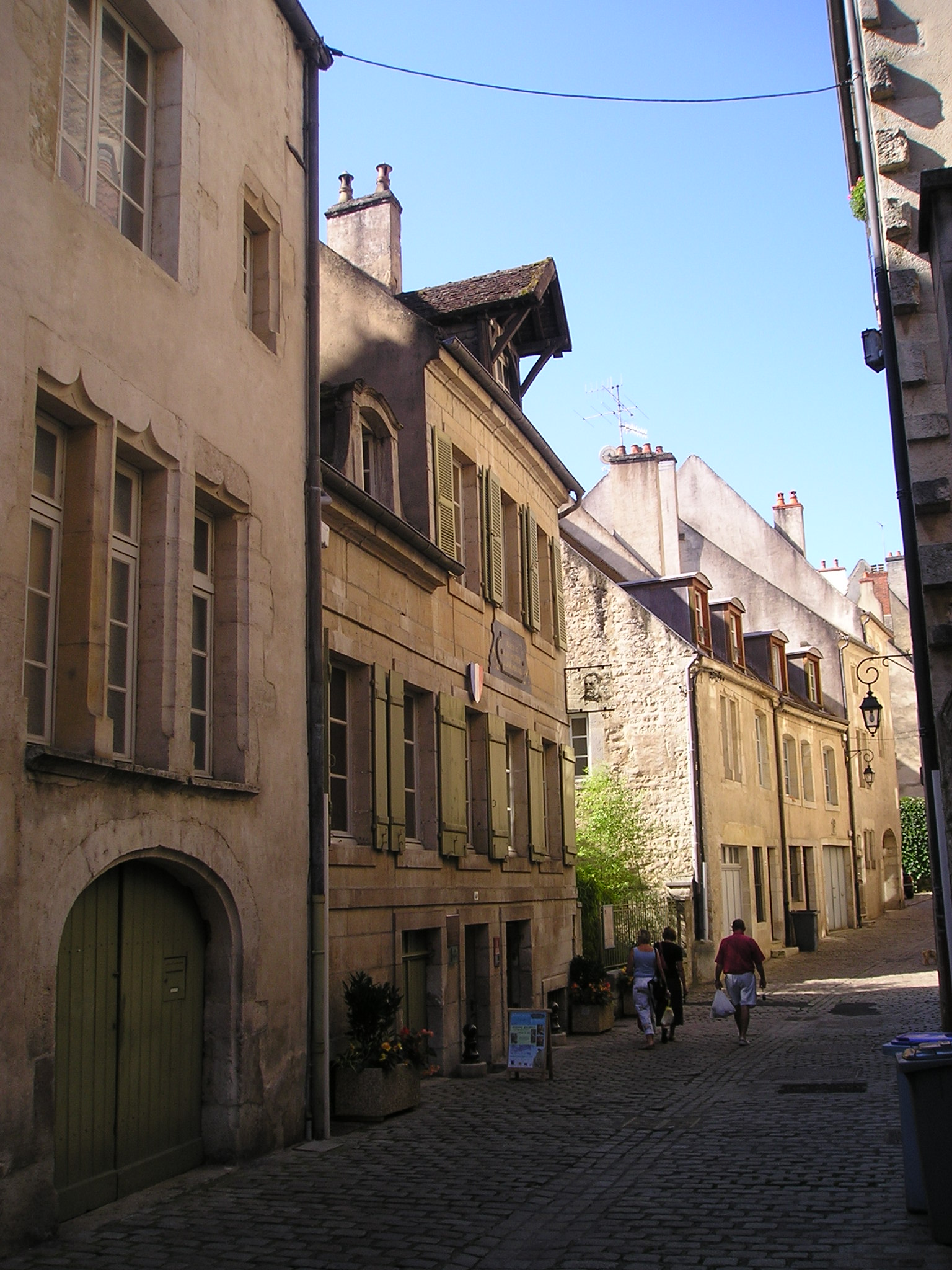
Будинок, у якому народився Луї Пастер (Доль, у департаменті Жура, Франція)

Луї Пастер народився у французькому департаменті Жура в 1822 році. Його батько — Жан Пастер — був шкіряником і ветераном Наполеонівських воєн. Луї вчився в коледжі Арбуа, потім Безансону. Там вчителі порадили вступити до Вищої нормальної школи у Парижі, що йому і вдалося зробити 1843 року. Він закінчив її у 1847 році. Пастер виявився до того ж талановитим художником, його ім'я значилося в довідниках портретистів XIX століття. Він залишив портрети своїх сестер і матері, але, у зв'язку із захопленням хімією, займатись живописом покинув. Пастелі та портрети батьків та друзів, написані Пастером у віці 15 років, тепер виставлені й зберігаються в музеї Інституту Пастера в Парижі.

## Освітянська діяльність
Луї Пастер був професором фізики в Діжонському ліцеї (1847—1848), після цього — професором хімії в Страсбурзькому (1849—1854) та деканом нового факультету природничих наук у Лілльському (з 1854) університетах. З приводу Призначення у Лілль Луї Пастер промовив свою часто цитовану фразу: фр. «Dans les champs de l'observation, le hasard ne favorise que les esprits préparés» («У царині спостережень шанс випадає лише підготовленому розумові»). Пастер у Страсбурзі в 1849 році познайомився з Марі Лоран, дочкою ректора університету. 29 травня 1849 року вони одружились, в шлюбі народилось п'ятеро дітей, однак лише двоє з них дожили до дорослого віку (інші померли від черевного тифу). Перенесені особисті трагедії надихнули Пастера на пошук причин й спонукали до спроб віднайти ліки від заразних хвороб, таких як тиф.
З 1856 року Луї Пастер обіймав посаду директора з навчальної роботи (фр. directeur des études) у Вищій нормальній школі, де займався (1858—1867) реформуванням системи навчання. За цей період система прийому іспитів стає жорсткішою, що сприяє поліпшенню результатів навчання, зміцненню знань, посиленню конкурентоспроможності та підвищенню престижу навчального закладу.

## Роботи в галузі хімії
Першу наукову роботу Пастер виконав 1848 року. Вивчаючи фізичні властивості винних кислот, він виявив, що кислоти, отримані під час бродіння, мають властивість поляризувати світло, тоді як хімічно синтезованим кислотам це не властиво. Вивчаючи кристали під мікроскопом, він виділив два їх типи, що були наче б віддзеркаленням один одного. Зразок, що складався з кристалів одного типу, повертав площину поляризації за годинниковою стрілкою, а іншого — проти. Суміш двох типів 1:1 не поляризувала світло.
Пастер зробив висновок, що кристали складаються з молекул різної структури. Хімічні реакції створюють обидва їх типи з однаковою ймовірністю, проте живі організми використовують лише один з них. Таким чином вперше було показано хіральність молекул. Як було з'ясовано пізніше, амінокислоти також хіральні, причому у складі живих організмів присутні лише їх L-форми (за рідкісними винятками). Після цієї роботи Пастера було призначено ад'юнкт-професором фізики в Діжонському ліцеї, але вже за три місяці (1849 року) він перейшов ад'юнкт-професором хімії до Страсбурзького університету.

## Дослідження бродіння
За дослідження бродіння Пастер взявся 1857 року. У той час панувала теорія, що цей процес має хімічну природу (Ю. Лібіх), хоча вже публікувалися роботи про його біологічний характер (Ш. Каньяр де Латур, 1837), які не мали визнання. До 1861 року Пастер довів, що утворення спирту, гліцерину і бурштинової кислоти під час бродіння може відбуватися тільки у присутності мікроорганізмів, часто специфічних.
У 1859 році Французька академія наук заснувала премію тому, хто раз і назавжди покінчить із суперечками про можливість чи неможливість самозародження живих організмів з неживої речовини у наш час. У 1860—1862 роках Пастер вивчав можливість самозародження мікроорганізмів. Він провів елегантний експеримент, узявши термічно стерилізоване живильне середовище і вмістивши його у посудину із загнутою вниз довгою шийкою (S-подібну колбу з відкритою шийкою) щоб був доступ міфічній «життєвій силі». Скільки б посудина стояла на повітрі, ніяких ознак життя в ній не спостерігалися, оскільки бактерії, що містяться в повітрі, осідали на вигинах шийки. Але варто було відламати її, як незабаром на середовищі зростали колонії мікроорганізмів. 1862 року Французька академія наук нагородила Пастера премією за вирішення питання про самозародження живого організму.
Пастер довів, що на бродіння негативно впливає кисень (т. з. ефект Пастера). Багато бактерій, що здійснюють бродіння (наприклад, маслянокислі бактерії), можуть розвиватися тільки в безкисневому середовищі. Ці факти дозволили йому розділити всі організми на аеробні (ростуть при наявності кисню) і анаеробні (без нього). Бродіння таким чином, було анаеробним процесом, життям без дихання.
У той же час, організми здатні як до бродіння, так і до дихання, за наявності кисню росли активніше, і до того ж споживали менше органічної речовини з середовища. Так було доведено, що анаеробне життя менш ефективне порівняно з аеробним. Зараз вважається, що з однієї кількості органічного субстрату організми аеробів здатні дістати в 20 разів більше енергії.

## Врятування шовківництва
У середині XIX століття епідемія, що вразила шовкопрядів у південних районах Франції, набула величезних розмірів і загрожувала підірвати шовківництво. 1865 року колишній вчитель Пастера запросив його на південь Франції, щоб знайти причину хвороби шовкопрядів. Луї Пастер після деяких коливань прийняв пропозицію вивчити хвороби шовковичних шовкопрядів. Протягом 1865—1869 років він їздив щоліта в Аді і працював тут над цим питанням в маленькому будиночку, де у нього була влаштована лабораторія. У роботі йому допомагали дружина, дочка та учні по Вищій нормальній школі.
Дослідження Пастера дозволили встановити, що епідемію спричинили дві різні хвороби. Перша, найбільш небезпечна з них, пебріна шовкопряда, характеризується наявністю в організмі комах на всіх стадіях їхнього розвитку особливих тілець, які є збудниками захворювання. Ці тільця можуть потрапити з материнського організму в яйця, і таким чином хвороба передається потомству. Луї Пастер розробив дуже ефективний спосіб боротьби з цим захворюванням, що полягає у відборі для розведення потомства метеликів, ще не уражених збудником. Друга хвороба — фляшерія була подолана значно легше. Завдяки роботам науковця було врятовано шовківництво на півдні Франції і в Італії.
У 1874 році палата депутатів на знак визнання видатних заслуг перед батьківщиною призначила Пастеру довічну пенсію у 12 000 франків, збільшену у 1883 році до 26 000 франків. У 1881 році Луї Пастера було обрано членом Французької академії наук.

## Дослідження інфекційних захворювань

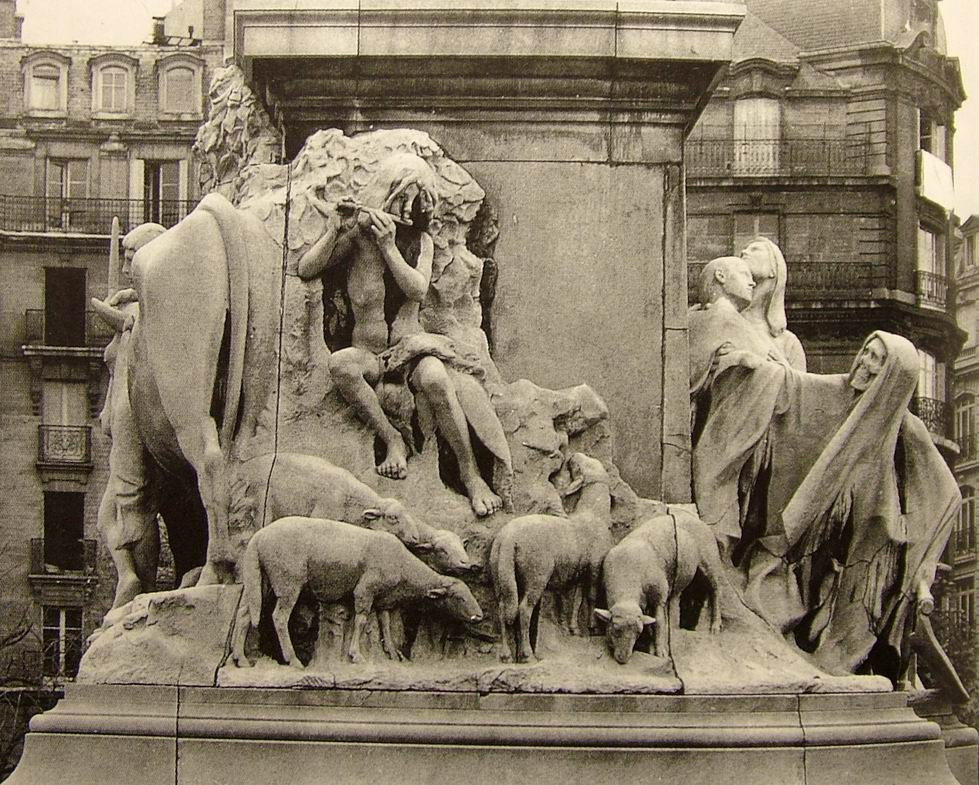
Скульптурна група, біля підніжжя пам'ятника Луї Пастеру, Париж, Place de Breteuil

Після публікації 1876 роботи Роберта Коха «Етіологія сибірки» Пастер повністю присвятив себе імунології. У 1880 році Луї Пастер виділив культуру збудника холери курей, яку підтримували частими пересіваннями на м'ясному бульйоні. З волі випадку йому вдалось зробити одне з найбільших відкриттів. Одного разу культура збудника холери курей була залишена в термостаті на декілька тижнів без пересівання на нові середовища. Ця культура втратила здатність навіть у високих дозах вбивати курей, і Пастер припустив, що введення таких ослаблених культур мікробів може створити несприйнятливість у тварин до даного захворювання, подібно до того, як щеплення коров'ячої віспи оберігає людину від захворювання натуральною віспою. Це припущення блискуче підтвердилося на практиці. Так був знайдений спосіб запобігання від заразних захворювань введенням ослаблених збудників, який виявився придатним до багатьох інфекційних хвороб і зіграв величезну роль у боротьбі з ними.
Так Луї Пастер, остаточно встановивши специфічність збудників сибірки, пологової гарячки, холери, сказу, курячої холери та інших хвороб, розвинув уявлення про штучний імунітет, запропонував метод запобіжних щеплень, зокрема від сибірки у тварин (1881), сказу (спільно з Емілем Ру, 1885).
Перше щеплення проти сказу було зроблене 6 липня 1885 року 9-річному Йозефу Мейстеру на прохання його матері. Лікування закінчилося успішно, хлопчик видужав.
Принципи отримання вакцин і методи їхнього застосування, розроблені Пастером для профілактики інфекційних захворювань, успішно використовують вже понад 100 років.

## Смерть та вшанування пам'яті

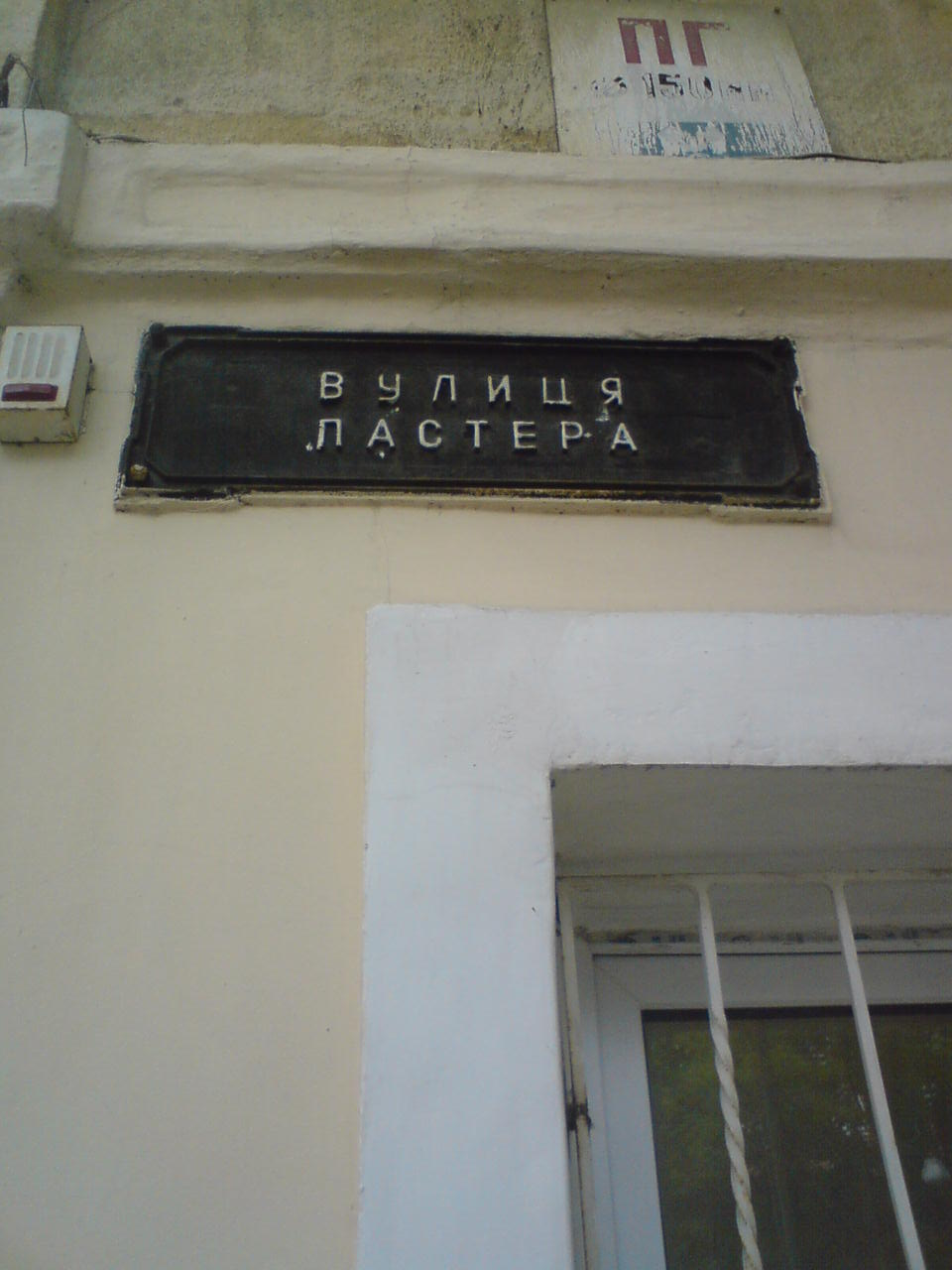
Вулиця Пастера в Одесі

Двофранкова монета з портретом Луї Пастера

Луї Пастер помер 28 вересня 1895 року у Марн-ла-Кокетті, що поблизу Парижа. Смерть була спричинена ускладненнями, які виникли після декількох інсультів, що стались після 1868 року. Його було поховано у соборі Паризької Богоматері, однак згодом останки вченого було перепоховано у склепі в Інституті Пастера у Парижі. Стіни склепу прикрашені ілюстраціями видатних досягнень вченого, виконаними у стилі Візантійської мозаїки.
Іменем Пастера названо понад 2 000 вулиць у багатьох містах світу. Наприклад, у США: Пало-Альто (історичний центр Кремнієвої долини) та Ірвайн, у штаті Каліфорнія; вулиця, що поряд з Університетом Техаського Наукового центру здоров'я в Сан-Антоніо; у містах Квебек (Канада) та Буенос-Айрес (Аргентина), Грейт-Ярмут у Норфолку (Велика Британія); Квінсленд (Австралія); Пномпень (Камбоджа); Хошимін (В'єтнам); Батна (Алжир); Бандунг (Індонезія); Тегеран (Іран); Мілан (Італія) та Бухарест, Клуж-Напока й Тімішоара (Румунія), Астана (Казахстан), а також вулиця, на якій розташовано корпус Одеського національного медичного університету. Авеню Пастера у Хошиміні (В'єтнам) є однією з небагатьох вулиць у цьому місті, що зберегли французьку назву.
Вулиця Пастера також є у містах Дніпро, Кривий Ріг, Харків. У місті Черкаси є вулиця Пастерівська.
Після реформи міністра Е. Фора 1968 року Страсбурзький університет було розділено на три частини. Один з них (найбільший у країні) отримав назву «Університет Пастера — Страсбург I». ВНЗ з цією назвою проіснував аж до злиття страсбурзьких університетів у 2009 році.
У 1961 році Міжнародний астрономічний союз присвоїв ім'я Луї Пастера кратерові на зворотному боці Місяця. На честь науковця названо астероїд, відкритий 2 грудня 1989 року.
Портрет Л. Пастера зображено на поштовій марці Бельгії, випущеній у 1995 році та було поміщено на банкноті номіналом п'ять франків, що була в обігу в період 1966—1986 років.

## Пастеризація
Пастеризація — процес одноразового нагрівання й витримування найчастіше рідких харчових продуктів чи речовин до температур з діапазону 50…65 °C (точне значення температури залежить від виду продукту) протягом 20…30 хвилин або до температур 70…80 °C протягом декількох десятків секунд. Технологію було запропоновано у 1864 році Луї Пастером для знезараження харчових продуктів, а також для продовження терміну їх зберігання.
У процесі такої обробки у продукті гинуть вегетативні форми мікроорганізмів, однак спори зберігаються у життєздатному стані і за сприятливих умов починають інтенсивно розвиватись. Тому пастеризовані продукти (молоко, пиво тощо) зберігають за понижених температур протягом обмеженого періоду часу. Вважається, що харчова цінність продуктів при пастеризації практично не змінюється, оскільки зберігаються смакові якості та цінні компоненти (вітаміни, ферменти тощо).

## Цікаві факти життя

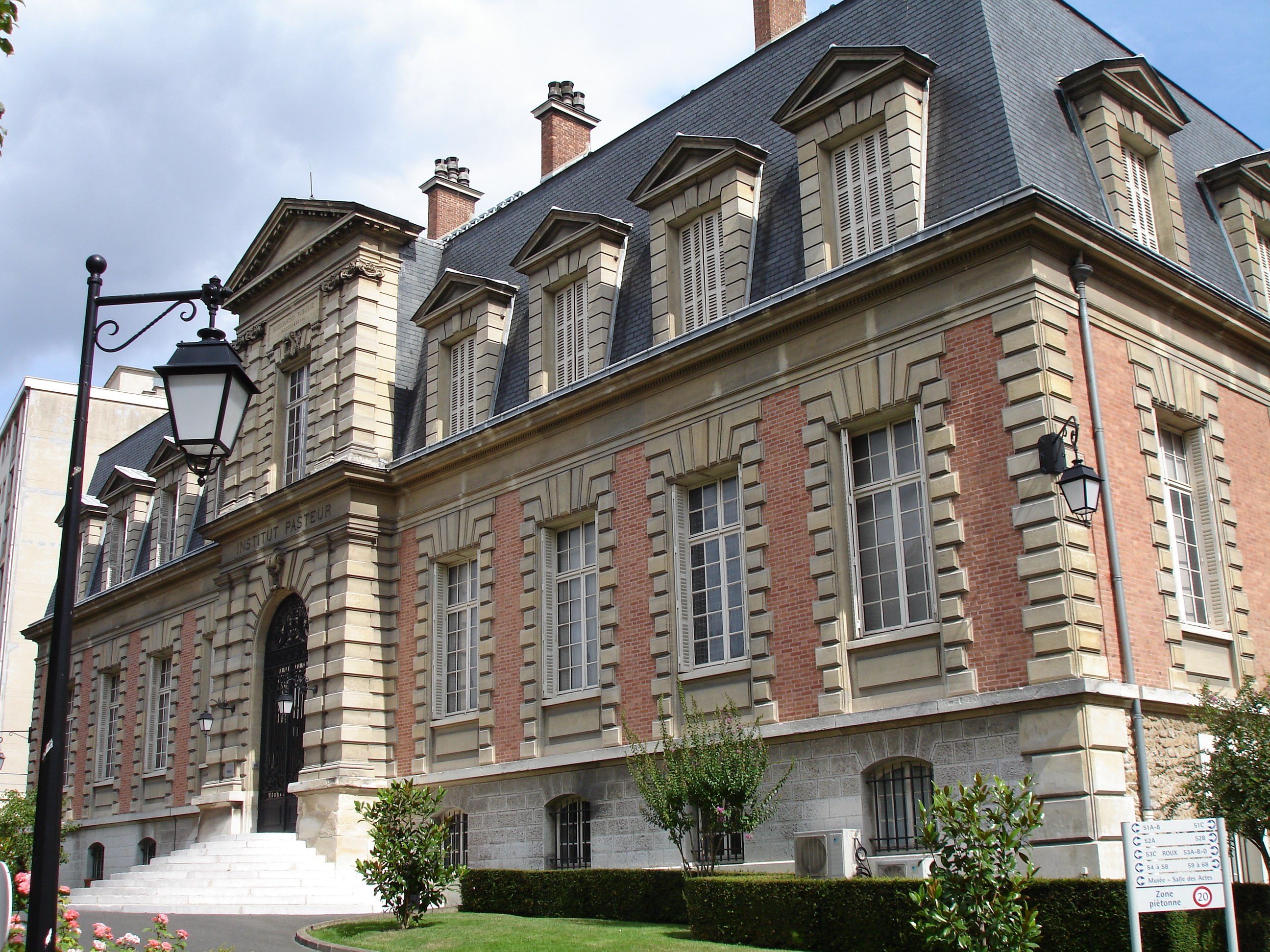
Інститут Пастера. Будівля музею і усипальниця Луї Пастера

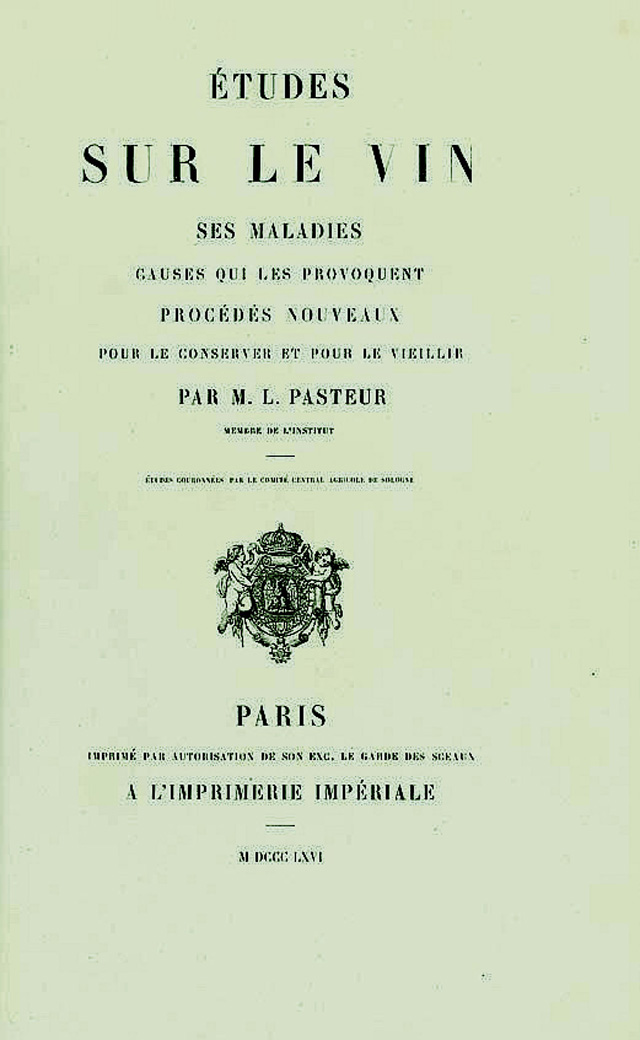
Титульна сторінка наукової праці Л. Пастера Études sur le vin («Дослідження вина») видання 1866 року

Пастер все життя займався біологією і лікував людей, не отримавши ні медичної, ні біологічної освіти. Також Пастер у дитинстві займався живописом. Коли французький художник Жан-Леон Жером побачив через роки його роботи, він сказав, «як добре, що Луї обрав науку, оскільки він був би нам великим конкурентом».
1868 року у віці 46 років у Пастера стався крововилив у мозок. Він залишився інвалідом: ліва рука не діяла, ліва нога волочилася по землі. Він ледве не загинув, але врешті-решт одужав. Більше того, він зробив після цього найзначніші наукові відкриття: створив вакцину проти сибірки і сказу. Коли науковець помер, виявилося, що частина його мозку була зруйнована. Помер Пастер від уремії.
Пастер першим запропонував ідею про можливість життя без мікробів. На цій ідеї базується наука про стерильні організми — гнотобіологія.
За словами І. І. Мечникова, Пастер був пристрасним патріотом і ненависником німців. Коли йому приносили з пошти німецьку книжку або брошуру, він брав її двома пальцями і відкидав з почуттям відрази.
Пастер був нагороджений орденами майже всіх країн світу. Загалом він мав близько 200 нагород.

## Інститут Пастера
Інститут мікробіології (згодом названий Інститутом Пастера) було засновано в Парижі 1888 року на кошти, зібрані за міжнародною підпискою. Пастер став першим його директором. Після смерті Пастера заступником директора інституту з 1905 року працював І. І. Мечников.

## Основні наукові публікації
- Etudes sur le Vin (1866)
- Etudes sur le Vinaigre (1868)
- Etudes sur la Maladie des Vers à Soie (2 volumes) (1870)
- Quelques Réflexions sur la Science en France (1871)
- Etudes sur la Bière (1876)
- Les Microbes organisés, leur rôle dans la Fermentation, la Putréfaction et la Contagion (1878)
- Discours de Réception de M.L. Pasteur à l'Académie française (1882)
- Traitement de la Rage (1886)[20]